# Meersburg (Schiff, 1930)
Das Motorschiff Meersburg, bis 1964 Schienerberg, war ein Fahrgastschiff auf dem Bodensee, das von 1930 bis 1961 auf dem Untersee und bis zur Ausmusterung 1994 auf dem Überlinger See im Einsatz war.

## Geschichte
Die Schienerberg, benannt nach dem Bergrücken Schiener Berg im Westen der Halbinsel Höri, wurde 1930 von der Bodan-Werft in Kressbronn am Bodensee gebaut und im selben Jahr im Heimathafen Radolfzell in Dienst gestellt. Das Doppelschrauben-Motorschiff in Eineinhalbsalon-Bauweise war das größte von sechs Motorschiffen, die zwischen 1926 und 1936 für Untersee und Überlinger See gebaut wurden. Es war 42 Meter lang und sehr flach, damit es nach dem Umklappen von Mast, Kamin und dem Oberteil des Steuerhauses die Rheinbrücken zwischen Konstanz und Schaffhausen passieren konnte. Das komfortable Schiff wurde meist für Sonderfahrten in diesem Bereich eingesetzt und konnte anfangs nur 300, nach zwei Umbauten aber bis zu 500 Passagiere befördern. Bei einem Fliegerangriff wurde die stillgelegte und getarnte Schienerberg im Juli 1944 schwer beschädigt und erst 1949 wieder instand gesetzt.
Ab 1962 pendelte die als erstes Bodenseeschiff der DB mit einem Radargerät ausgerüstete Schienerberg im Ganzjahresbetrieb zwischen Meersburg und Konstanz. Die moderne Technik konnte im Oktober 1967 bei dichtem Nebel eine Kollision mit dem Kiesschiff Seestern im Konstanzer Trichter nicht verhindern. Obwohl beide Schiffe stark beschädigt waren, gelang es, das Kiesschiff zum flachen Ufer zu schleppen und vor dem Untergang zu bewahren. 1964 hatte nach der Ausmusterung des Salondampfschiffs Stadt Meersburg die Schienerberg den Namen Meersburg und die Schiffsglocke des 1960 abgewrackten Raddampfers erhalten und verkehrte nach Einstellung des Ganzjahresbetriebes 1973 noch 21 Jahre saisonal auf dem Überlinger See. Die letzten Jahre bediente das Schiff mit dem – zur Freude der Radwanderer – auffällig langen offenen Vorschiff im Sommer die landschaftlich besonders interessante Route von Radolfzell am Untersee über den Seerhein und unter der Konstanzer Rheinbrücke hindurch zur Insel Mainau. 1994 wurde die Meersburg nach 64 Betriebsjahren ausgemustert und 1995 verschrottet. Die Sonderfahrten auf dem Untersee und Hochrhein werden seitdem oft von der 1994 in Dienst gestellten Königin Katharina durchgeführt.